# Archaeocursor asiaticus
Archaeocursor asiaticus ("corredor antiguo de Asia") es la única especie conocida del género extinto Archaeocursor, un dinosaurio ornitisquio basal de la Formación Ziliujing del Jurásico inferior de China. Es conocido a partir de un solo fémur. Archaeocursor representa el ornitisquio más antiguo y basal descrito de Asia.

## Descubrimiento y denominación

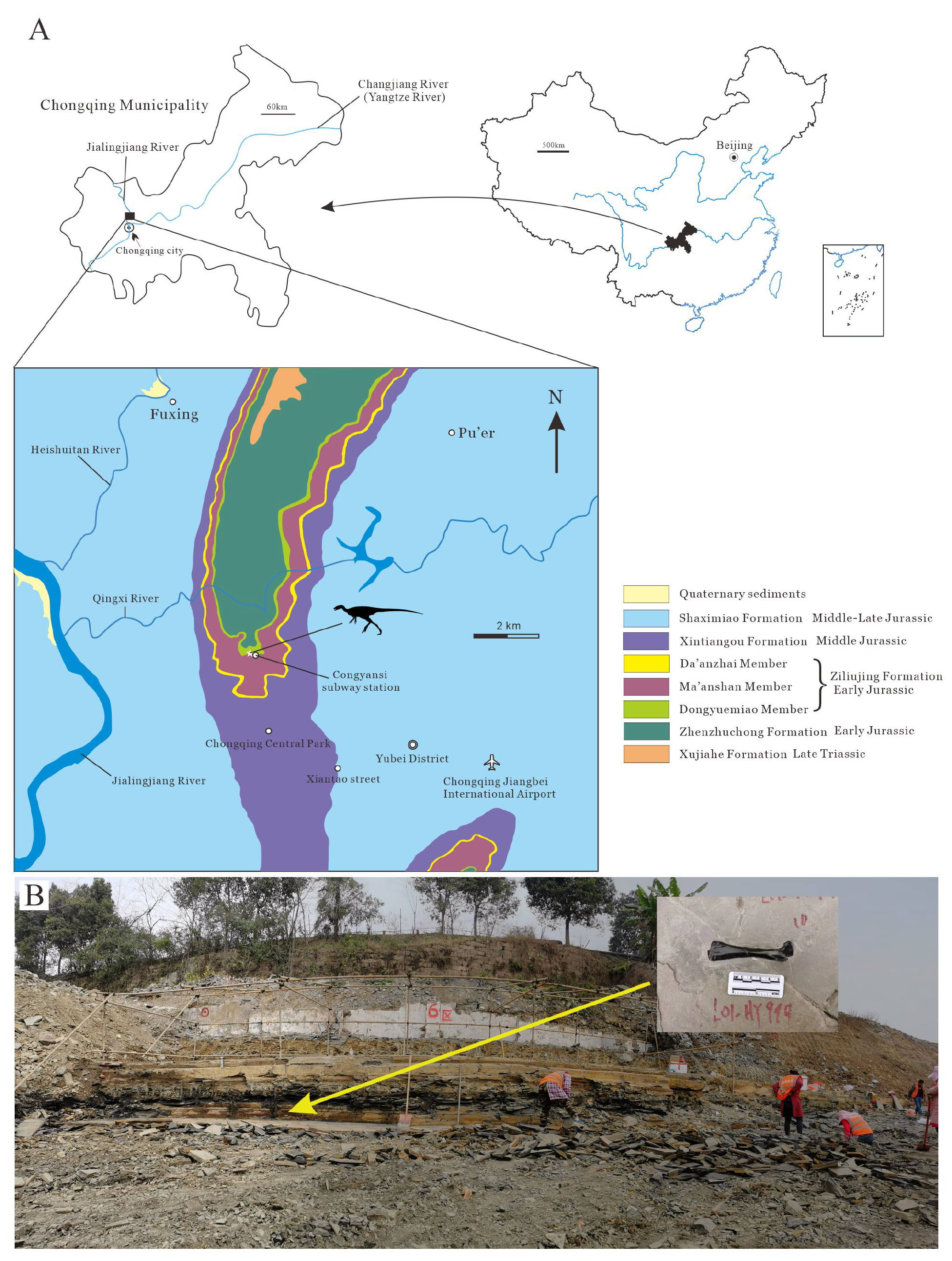
Localización del fósil descubierto en 2022

El espécimen holotipoArchaeocursor, L01-HY999, fue descubierto en 2022 en afloramientos de la Formación Ziliujing (Miembro Dongyuemiao) cerca del Parque Central de Chongqing en el Distrito Yubei del Municipio de Chongqing, China. La recolección de este hueso fue parte de una operación del Equipo Geológico del Sudeste de Sichuan para rescatar materiales paleontológicos durante la construcción en una zona residencial. El espécimen consiste en un fémur izquierdo aislado y casi completo.
El espécimen fue mencionado por primera vez en un artículo que describía el conjunto fósil de la localidad tipo (denominada Biota de Yuzhou), que representa un ecosistema lacustre. En los afloramientos también están representados ejemplares bien conservados de diversas plantas, invertebrados, peces y pliosáuridos. Este conjunto representa un recambio faunístico que ocurrió poco después de la extinción del final del Triásico. El descubrimiento de un dinosaurio ornitisquio en este contexto es notable; es probable que haya sido arrastrado hasta el lago después de su muerte.
En 2024, Yao et al. describieron a Archaeocursor asiaticus como un nuevo género y especie de ornitisquio basal basándose en este espécimen fósil. El nombre genérico, Archaeocursor, combina las palabras latinas archaeo, que significa "arcaico" o "viejo" y cursor, que significa "corredor". El nombre específico, asiaticus, es una palabra latina que significa "de Asia".
Archaeocursor es uno de los únicos ornitisquios conocidos del Jurásico inferior de Asia, siendo el tireóforo acorazado Yuxisaurus uno de los pocos otros. Es el ornitisquio con nombre más antiguo y de primera divergencia de Asia.

## Descripción

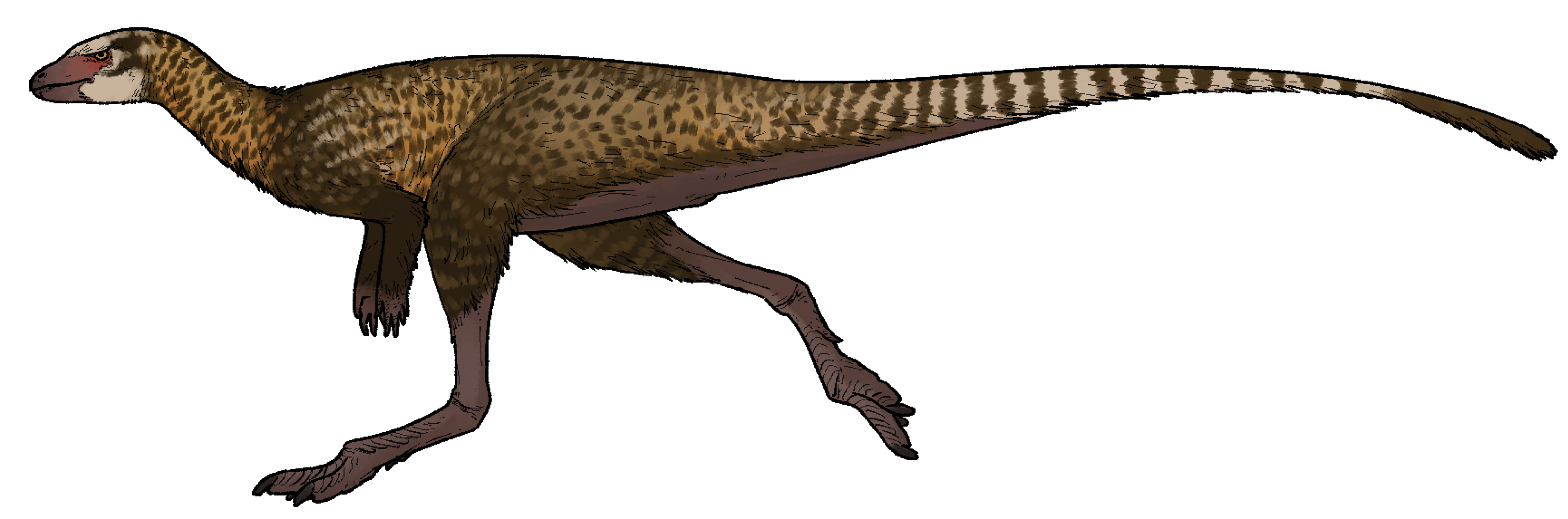
Recreación de un Archaeocursor

Utilizando métodos histológicos, Yao et al. (2024) determinaron que el fémur holotipo probablemente pertenecía a un individuo adulto joven que aún no había alcanzado la madurez somática. Utilizando el fémur holotipo ( 93 milímetros (3,7 plg) de largo), estimaron la longitud corporal del individuo en 1 metro (3,3 pies).

## Clasificación
En sus análisis filogenéticos, Yao et al. (2024) encontraron a Archaeocursor como un miembro de divergencia temprana de Ornithischia, ramificándose hacia la corona de los heterodontosáuridos como el taxón hermano de Eocursor. Se sabe que Eocursor se encuentra en rocas de una edad similar en Sudáfrica que pertenecen a la Formación Elliot superior. Yao et al. sugieren que el predecesor común de estos dos géneros probablemente se originó en Gondwana antes de dispersarse hacia el norte hasta Laurasia y más tarde hacia el este de Asia. Sin embargo, advierten que esta hipótesis es tentativa, dada la naturaleza fragmentaria del holotipo Archaeocursor. Los resultados de sus análisis filogenéticos se muestran en el siguiente cladograma:

|  | Archaeocursor |
|  |               |
|  | Eocursor      |
|  |               |

|  | Thyreophora    |
|  |                |
|  | Neornithischia |
|  |                |

|  | Archaeocursor |
|  |               |
|  | Eocursor      |
|  |               |

|  | Thyreophora    |
|  |                |
|  | Neornithischia |
|  |                |

|  | Archaeocursor |
|  |               |
|  | Eocursor      |
|  |               |

|  | Thyreophora    |
|  |                |
|  | Neornithischia |
|  |                |

|  | Archaeocursor |
|  |               |
|  | Eocursor      |
|  |               |

|  | Thyreophora    |
|  |                |
|  | Neornithischia |
|  |                |

|  | Archaeocursor |
|  |               |
|  | Eocursor      |
|  |               |

|  | Thyreophora    |
|  |                |
|  | Neornithischia |
|  |                |

|  | Archaeocursor |
|  |               |
|  | Eocursor      |
|  |               |

|  | Thyreophora    |
|  |                |
|  | Neornithischia |
|  |                |

|  | Archaeocursor |
|  |               |
|  | Eocursor      |
|  |               |

|  | Thyreophora    |
|  |                |
|  | Neornithischia |
|  |                |

|  | Archaeocursor |
|  |               |
|  | Eocursor      |
|  |               |

|  | Thyreophora    |
|  |                |
|  | Neornithischia |
|  |                |